# Критичний реалізм (література)
Крити́чний реалі́зм — поняття у марксистському літературознавстві яким позначали літературний напрям, що передував соціалістичному реалізму. Вважалося, що він склався у капіталістичному суспільстві ХІХ століття. Загалом термін є розмитим та нечітким. Головне, з позиції теоретиків критичного реалізму (точніше тих, хто проголошував цю теорію) — аби критикувалося капіталістичне суспільство. Фактично у совєцькому літературознавстві цим терміном позначався весь реалізм XIX сторіччя. Прикметник «критичний» був доданий Максимом Горьким для розрізнення з новим, директивно створеним, стилем — соціалістичним реалізмом, який був запроваджений в СРСР на Першому Всесоюзному з'їзді совєцьких письменників 1934 року. Горький вважав останнім великим представником критичного реалізму Антона Чехова.
Термін використовувався переважно у соціалістичних державах (СРСР та країни Східного блоку). Прихильники цього поняття вважали, що критичний реалізм розкриває обумовленість обставин життя та його психології, встановленої соціальним середовищем (романи Оноре де Бальзака, Джордж Еліот). У совєцькі часи до обґрунтування твердження про існування критичного реалізму у Російській імперії залучали матеріалістичну естетику Бєлінського, Чернишевського, Добролюбова.
За версією совєцького літературознавства, критичний реалізм зародився насамперед у Англії та Франції. Стверджувалося, що його представниками були такі письменники, як Стендаль, Бальзак, Вальтер Скотт, Чарльз Діккенс, а у російській літературі — М. Гоголь, Л. Толстой, Ф. Достоєвський, А. Чехов та ін.